# Observatoire San Vittore
L'observatoire San Vittore est un observatoire astronomique situé près de Bologne en Italie.
Il a fait de nombreuses découvertes d'astéroïdes (99 numérotés entre 1980 et 2000 d'après le Centre des planètes mineures).
L'astéroïde (2235) Vittore a été nommé en son honneur.

## Liste d'astéroïdes découverts
| (2601) Bologne        | 8 décembre 1980   |
| (3344) Modène         | 15 mai 1982       |
| (3744) Horn-d'Arturo  | 5 novembre 1983   |
| (3809) Amici          | 26 mars 1984      |
| (3951) Zichichi       | 13 février 1986   |
| (4062) Schiaparelli   | 28 janvier 1989   |
| (4063) Euphorbe       | 1er février 1989  |
| (4122) Ferrari        | 28 juillet 1986   |
| (4158) Santini        | 28 janvier 1989   |
| (4279) De Gasparis    | 19 novembre 1982  |
| (4540) Oriani         | 6 novembre 1988   |
| (4542) Mossotti       | 30 janvier 1989   |
| (4705) Secchi         | 13 février 1988   |
| (4742) Caliumi        | 26 novembre 1986  |
| (6241) Galante        | 4 octobre 1989    |
| (6598) Modugno        | 13 février 1988   |
| (6640) Falorni        | 24 février 1990   |
| (6746) Zagar          | 9 juillet 1994    |
| (6855) Armellini      | 29 janvier 1989   |
| (6862) Virgiliomarcon | 11 avril 1991     |
| (7491) Linzerag       | 23 septembre 1995 |
| (7516) Kranjc         | 18 juin 1987      |
| (8006) Tacchini       | 22 août 1988      |
| (8081) Leopardi       | 17 février 1988   |
| (8155) Battaglini     | 17 août 1988      |
| (8266) Bertelli       | 1er octobre 1986  |
| (8269) Calandrelli    | 17 août 1988      |
| (8421) Montanari      | 2 décembre 1996   |
| (8472) Tarroni        | 12 octobre 1983   |
| (10376) Chiarini      | 16 mai 1996       |
| (10413) Pansecchi     | 29 décembre 1997  |
| (10579) Diluca        | 20 juillet 1995   |
| (10722) Monari        | 1er octobre 1986  |
| (11100) Lai           | 22 mai 1995       |
| (11120) Pancaldi      | 17 août 1996      |
| (11122) Eliscolombini | 13 septembre 1996 |
| (11360) Formigine     | 24 février 1998   |
| (11981) Boncompagni   | 20 octobre 1995   |
| (12222) Perotto       | 19 novembre 1982  |
| (12407) Riccardi      | 23 septembre 1995 |
| (12579) Ceva          | 5 septembre 1999  |
| (13225) Manfredi      | 29 août 1997      |
| (14074) Riccati       | 11 juillet 1996   |
| (14361) Boscovich     | 17 février 1988   |
| (14846) Lampedusa     | 29 janvier 1989   |
| (15385) Dallolmo      | 25 septembre 1997 |
| (15388) Coelum        | 27 septembre 1997 |
| (16715) Trettenero    | 20 octobre 1995   |
| (16745) Zappa         | 9 août 1996       |

| (16906) Giovannisilva    | 18 février 1998    |
| (16930) Respighi         | 29 mars 1998       |
| (18462) Riccò            | 26 août 1995       |
| (18505) Caravelli        | 9 août 1996        |
| (19523) Paolofrisi       | 18 décembre 1998   |
| (21687) Filopanti        | 11 septembre 1999  |
| (22263) Pignedoli        | 3 septembre 1980   |
| (23685) Toaldo           | 1er mai 1997       |
| (24939) Chiminello       | 1er mai 1997       |
| (27150) Annasante        | 16 décembre 1998   |
| (27341) Fabiomuzzi       | 10 février 2000    |
| (27967) Beppebianchi     | 1er octobre 1997   |
| (29568) Gobbi-Belcredi   | 25 mars 1998       |
| (31015) Boccardi         | 16 février 1996    |
| (31028) Cerulli          | 18 avril 1996      |
| (31134) Zurria           | 27 septembre 1997  |
| (31271) Nallino          | 25 mars 1998       |
| (31431) Cabibbo          | 21 janvier 1999    |
| (35324) Orlandi          | 7 mars 1997        |
| (35325) Claudiaguarnieri | 7 mars 1997        |
| (35326) Lucastrabla      | 7 mars 1997        |
| (35346) Ivanoferri       | 1er mai 1997       |
| (37749) Umbertobonori    | 12 janvier 1997    |
| (37840) Gramegna         | 20 février 1998    |
| (39854) Gabriopiola      | 20 février 1998    |
| (40447) Lorenzoni        | 11 septembre 1999  |
| (42593) Antoniazzi       | 1er mai 1997       |
| (43890) Katiaottani      | 31 août 1995       |
| (44033) Michez           | 15 février 1998    |
| (48715) Balbinot         | 13 septembre 1996  |
| (49187) Zucchini         | 18 septembre 1998  |
| (49441) Scerbanenco      | 22 décembre 1998   |
| (52480) Enzomora         | 20 octobre 1995    |
| (52570) Lauraco          | 1er mai 1997       |
| (52670) Alby             | 20 février 1998    |
| (55845) Marco            | 13 septembre 1996  |
| (58441) Thomastestoni    | 19 avril 1996      |
| (65770) Leonardotestoni  | 28 mai 1995        |
| (65852) Alle             | 7 mars 1997        |
| (70210) Cesarelombardi   | 11 septembre 1999  |
| (79991) Umbertoleotti    | 19 mars 1999       |
| (79996) Vittoria         | 23 mars 1999       |
| (85564) Emilia           | 17 janvier 1998    |
| (90837) Raoulvalentini   | 18 novembre 1995   |
| (93061) Barbagallo       | 23 septembre 2000  |
| (96263) Lorettacavicchi  | 23 septembre 1995  |
| (118235) Federico        | 7 mars 1997        |
| (164676) 1997 EL7        | 2 mars 1997        |
| (187805) 1999 RR32       | 8 septembre 1999   |
| (285617) 2000 RC8        | 1er septembre 2000 |